# Louis Sharp
Louis Sharp (Nottingham, 11 de maio de 2007) é um automobilista neozelandês que atualmente compete no Campeonato de Fórmula 3 da FIA pela equipe Rodin Motorsport. Ele é o campeão do Campeonato GB3 de 2024 pela mesma equipe, e também ganhou o Campeonato Britânico de Fórmula 4 de 2023 pela Rodin Carlin.

## Vida pessoal
Sharp nasceu em Nottingham, Reino Unido, e viveu em Newark durante os primeiros anos mas passou a maior parte da infância em Christchurch, Nova Zelândia, onde estudou no St Bede's College. Ele só retornou ao Reino Unido por conta de sua carreira automobilística, visando competir no Campeonato Britânico de F4.

## Carreira

### Kart
Sharp se interessou pelo automobilismo ao se deparar com uma pista de kart local, e ele começou a andar de kart em 2014, quando tinha seis anos. Neste ano, ele participou do Campeonato Nacional Escolar de Kartsport NZ, pela classe Cadete, na qual terminou em décimo oitavo. No ano seguinte, Sharp terminou em terceiro na mesma classe e dois anos depois, ele venceu este e o Sievwright Kartsport NZ National Sprint Championship, ambos na classe Cadete. Em 2018, ele foi vice-campeão no Campeonato Nacional de Sprint Kartsport NZ na classe Mini ROK, e no ano seguinte, venceu o campeonato.
Seus resultados chamaram a atenção de David Dicker, fundador da Rodin Cars, fabricante de carros de corrida sediada na Nova Zelândia. Dicker, por meio de Rodin, passou a apoiar Sharp em sua carreira automobilística, o orientando na sua transição para os fórmulas.

### Fórmulas inferiores

#### 2020
Sharp começou a competir em monopostos em 2020, ao estrear na Formula First Manfeild Winter Series. Ele venceu uma corrida e conquistou seis pódios, terminando o campeonato em quinto lugar com 375 pontos. Ele também participou do Campeonato de Fórmula First da Nova Zelândia pela Track Tec Racing, ficando também na quinta posição, mas conquistando apenas um pódio.

#### 2021
No ano seguinte, Sharp participou de algumas provas na Yokohama South Island Formula Ford Series, conquistando cinco vitórias, dez pódios e duas pole positions, o que o colocou momentaneamente na liderança do campeonato, mas Sharp saiu antes do tempo por ter sido convocado pela Carlin para competir na F4 britânica. Assim, ele acabou ficando na quinta posição.

### Fórmula 4

#### 2022
Sharp avançou para o Campeonato Britânico de F4 de 2022 com a Carlin, em parceria com o piloto júnior da McLaren, Ugo Ugochukwu, e o piloto júnior da Williams, Oliver Gray. Mas por conta do limite de idade, Sharp, que tinha apenas catorze anos à época, não participou da primeira etapa da temporada em Donington Park, já que a maioria das competições de Fórmula 4 só admitem pilotos acima dos quinze anos. Em suas duas primeiras rodadas, ele conquistou dois pódios; terceiro lugar na terceira corrida em Brands Hatch e Thruxton Circuit. Ele conquistou pódios em todas as três corridas da Rodada 4, em Oulton Park, vencendo pela primeira vez na terceira corrida. Ele fez mais um pódio na terceira corrida do Circuito de Croft, e vinha numa uma sequência consistente de pontos em Knockhill e Snetterton, até fazer contato com Aiden Neate durante a terceira corrida em Snetterton, enquanto lutava por uma posição entre os dez primeiros.
Sharp fez mais dois pódios em Thruxton e venceu novamente em Silverstone, sendo beneficiado pela punição que o vencedor da corrida original, Oliver Gray, recebeu. Sharp ficou em terceiro na corrida de grid invertido, mas parou no grid e consequentemente abandonou a terceira corrida.

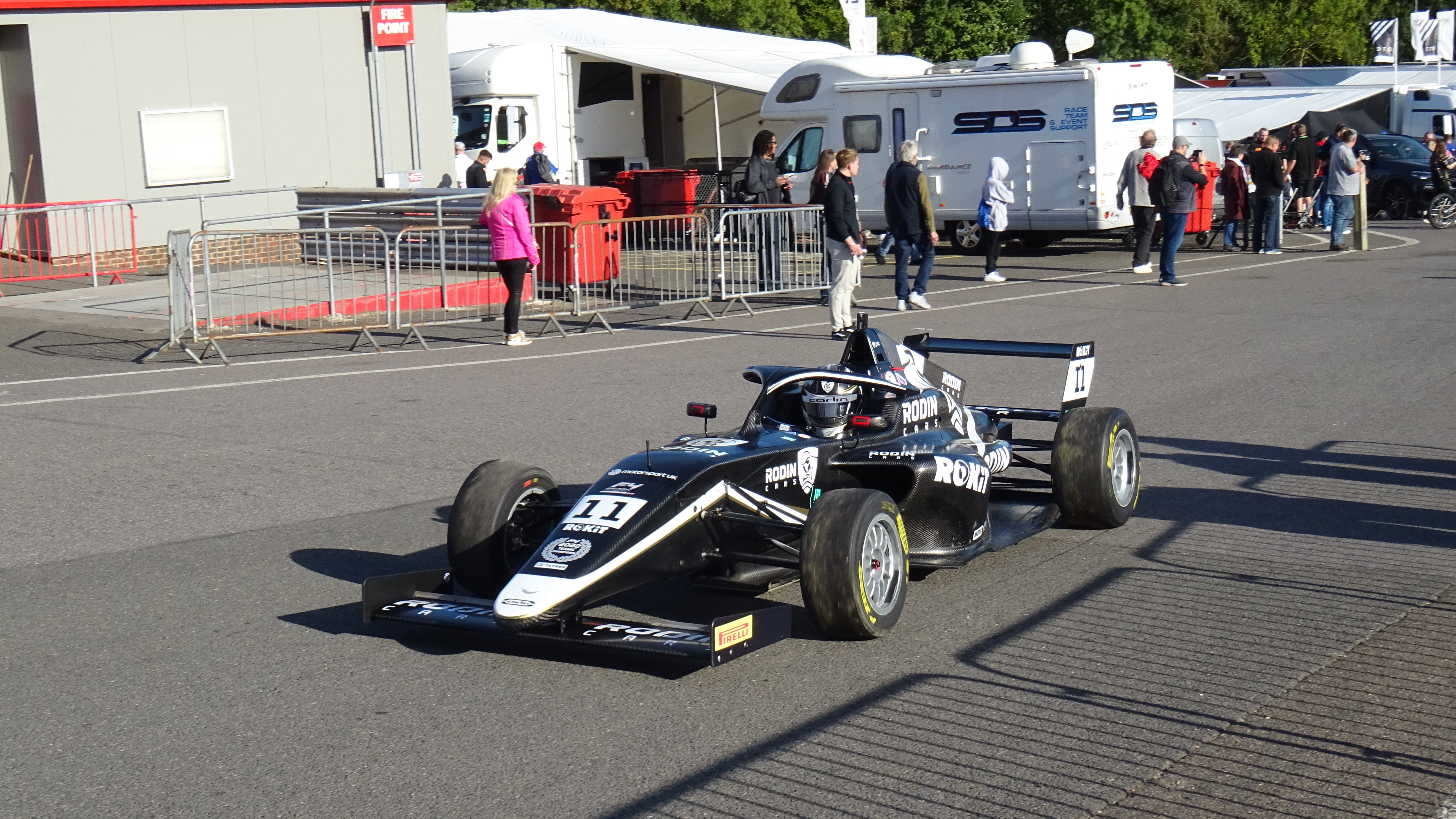
Sharp na etapa de Brands Hatch da F4 Britânica de 2024

O início da rodada final em Brands Hatch não foi bom para Sharp, pois problemas técnicos obrigaram o neozelandês a abandonar a prova e a deixar seu carro às pressas, para evitar ser atingido pelas chamas. Nas outras duas corridas da rodada, Sharp obteve mais dois pódios, o que o deixou em quarto lugar no campeonato, com 272 pontos, atrás de seus companheiros de equipe, Ugochukwu (terceiro colocado) e Gray (vice-campeão), e também do piloto da Hitech Alex Dunne, o campeão daquela temporada. Mesmo sem ter participado da primeira rodada, Sharp ficou acima de Joseph Loake, o quinto colocado, por um ponto.

#### 2023
Sharp fez sua estreia no Campeonato de Fórmula 4 dos Emirados Árabes Unidos de 2023, participando apenas das Trophy Rounds, que ocorreram no final de 2022 e serviram como corrida de apoio para o Grande Prêmio de Abu Dhabi de 2022. Sharp pilotou pela Carlin, enfrentou um grid de 11 carros e venceu as duas corridas.
Ele retornou ao Campeonato Britânico de F4 em 2023, permanecendo na mesma equipe, que foi renomeada como Rodin Carlin, e teve como companheiros de equipe o australiano Noah Lisle e o britânico Josh Irfan. Sharp entrou como um dos favoritos ao título, e começou a temporada vencendo as duas primeiras corridas da rodada de abertura em Donington Park. Seu principal adversário foi William Macintyre, mas Sharp obteve mais quatro vitórias e finalmente se tornou campeão na etapa de Brands Hatch. Como prêmio pelo título, Sharp também ganhou uma experiência no simulador da Mercedes AMG Petronas F1 Team.
O Motorsport News elegeu Sharp como Piloto de Corrida Nacional (Britânico) do Ano de 2023, tornando-o o mais jovem a ganhar o prêmio, e também o primeiro de fora da Europa e o primeiro vencedor de uma categoria de monopostos. Sharp também ganhou o Prêmio Henry Surtees, concedido pela British Racing Drivers' Club por ter o desempenho mais notável de um membro da iniciativa BRDC Rising Stars.

### GB3

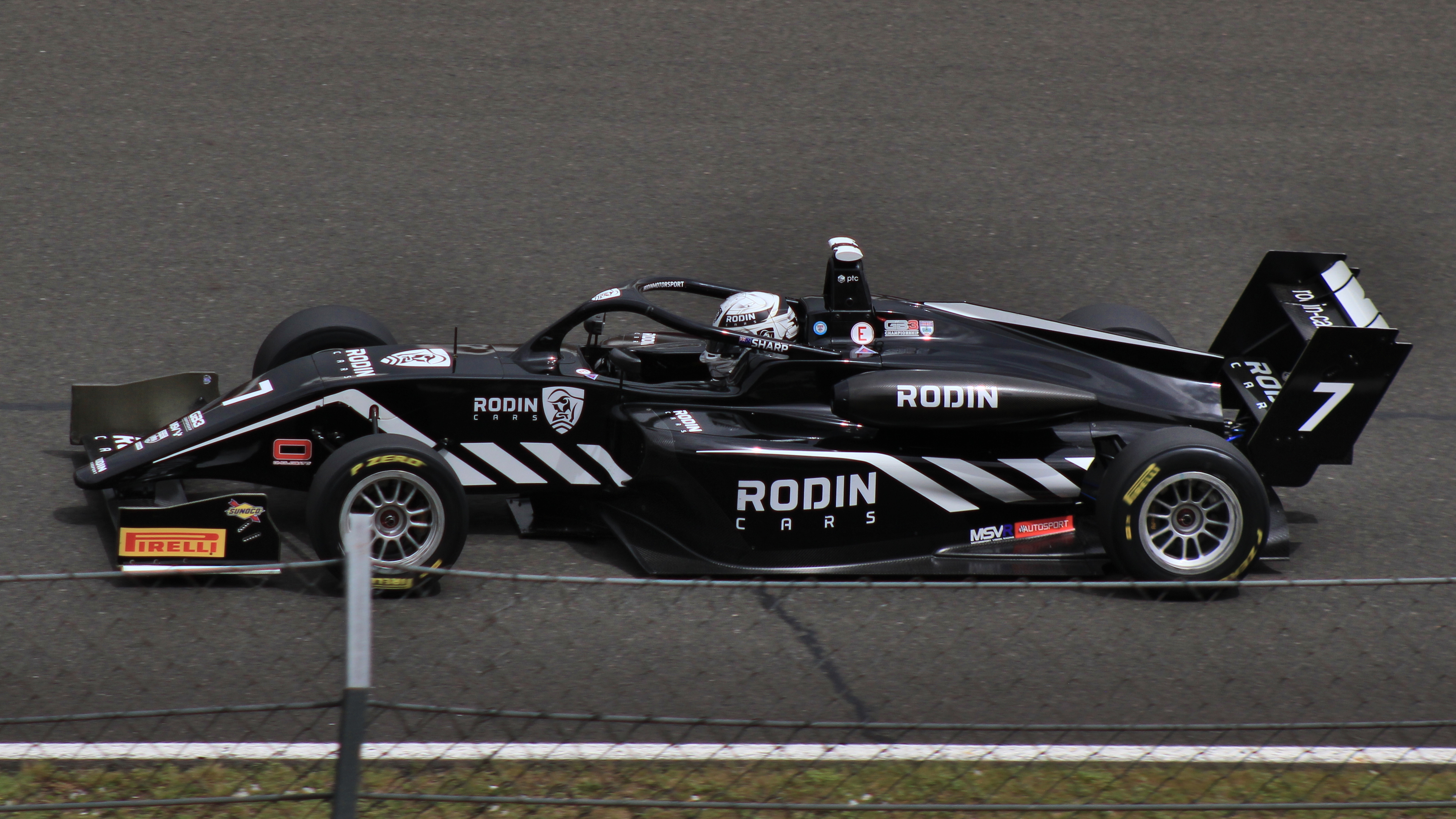
Sharp em Mogyoród durante o Campeonato GB3 de 2024

Sharp foi anunciado para pilotar pela equipe Kiwi Rodin Motorsport para o Campeonato GB3 de 2024, já que a Rodin era a principal patrocinador da Rodin Carlin e assumiu a equipe no início de 2024. Sharp começou sua campanha com uma pole position na primeira corrida da primeira rodada Já na primeira rodada, em Oulton Park, ele fez duas poles e converteu uma delas em uma primeira vitória, terminando a corrida número 2 em segundo lugar.
Após mais dois pódios em Spa-Francorchamps, Sharp venceu pela segunda vez em Hungaroring e conquistou mais dois pódios em Silverstone. Em Donington Park, ele fez duas poles e as converteu em vitórias, chegando à rodada final em Brands Hatch como líder do campeonato, com seus rivais mais próximos sendo o britânico John Bennett e o polonês Tymek Kucharczyk . Sharp conquistou a pole na segunda corrida e a venceu. Assim, na corrida final da temporada, ele precisou apenas de um décimo lugar para se sagrar campeão, acumulando 478 pontos.
Com os títulos consecutivos na F4 Britânica e na GB3, Sharp foi o primeiro a vencer nos principais campeonatos de base da Grã-Bretanha desde Ayrton Senna, que venceu a Fórmula Ford em 1982 e a F3 Inglesa em 1983.

### Fórmula 3
Sharp se juntou à Rodin Carlin para participar do teste final da pós-temporada do Campeonato de Fórmula 3 da FIA de 2023 em Ímola.

#### 2025
Pouco depois de se sagrar campeão da GB3, a Rodin Motorsport anunciou que Sharp seria promovido à Fórmula 3 para a temporada de 2025.

## Resultados

### Resumo da carreira
| Temporada | Categoria                                 | Equipe           | Corridas | Vitórias | Poles | V.M.R. | Pódios | Pontos | Posição |
| --------- | ----------------------------------------- | ---------------- | -------- | -------- | ----- | ------ | ------ | ------ | ------- |
| 2020      | Formula First Manfeild Winter Series      | Sabre Motorsport | 6        | 1        | 0     | 0      | 6      | 375    | 5º      |
| 2020–21   | Campeonato NZ Formula First               | Track Tec Racing | 23       | 0        | 0     | 2      | 1      | 993    | 6º      |
| 2021–22   | Yokohama South Island Formula 1600 Series |                  | 11       | 5        | 2     | 5      | 10     | 747    | 5º      |
| 2022      | F4 Britânica                              | Carlin           | 27       | 2        | 0     | 1      | 12     | 272    | 4º      |
| 2022      | F4 dos Emirados Árabes – Trophy Round     | Carlin           | 2        | 2        | 0     | 2      | 2      | N/A    | 1º      |
| 2023      | F4 Britânica                              | Rodin Carlin     | 30       | 6        | 4     | 4      | 14     | 384    | 1º      |
| 2024      | Campeonato GB3                            | Rodin Motorsport | 23       | 5        | 5     | 1      | 10     | 478    | 1º      |
| 2025      | Fórmula 3                                 | Rodin Motorsport | 0        | 0        | 0     | 0      | 0      | 0      | TBD     |